# Eficiência quântica
O termo eficiência quântica (QE) pode ser aplicado à razão fóton incidente para elétron convertido (IPCE) de um dispositivo fotossensível, ou pode se referir ao efeito TMR de uma junção de túnel magnético.

## Eficiência quântica de células solares
O valor de eficiência quântica de uma célula solar indica a quantidade de corrente que a célula produzirá quando irradiada por fótons de um determinado comprimento de onda.
O limite de 100% até 2020 foi considerado como o máximo teórico para a eficiência quântica externa, o que significa que um fóton que entra gera um elétron para o circuito externo e é coletado como eletricidade. Entretanto, pesquisadores desenvolveram um dispositivo fotovoltaico que atingiu uma eficiência quântica externa de mais de 130%. Este alto desempenho recorde foi obtido usando um fotodiodo de silício preto nanoestruturado com a junção auto-induzida. Os pesquisadores descobriram que o segredo da alta eficiência quântica externa é baseado na utilização efetiva do processo de geração de portadoras múltiplas desencadeado por fótons de alta energia, que ocorre dentro de nanoestruturas de silício preto. O fenômeno não foi observado experimentalmente no passado, uma vez que a presença de perdas elétricas e ópticas reduziu o número de elétrons coletados.

## Responsividade espectral
A responsividade espectral é uma medida semelhante, mas possui unidades diferentes: amperes por watt (A/W); (ou seja, quanta corrente sai do dispositivo por unidade de potência de luz incidente). A responsividade é normalmente especificada para luz monocromática (ou seja, luz de um único comprimento de onda). Tanto a eficiência quântica quanto a responsividade são funções do comprimento de onda dos fótons (indicado pelo subscritot λ).
Para converter de responsividade (Rλ, em A/W) para QEλ (em uma escala de 0 para 1):
{\displaystyle QE_{\lambda }={\frac {R_{\lambda }}{\lambda }}\times {\frac {hc}{e}}\approx {\frac {R_{\lambda }}{\lambda }}{\times }(1240\;{\rm {W}}\cdot {\rm {nm/A}})}
onde λ é o comprimento de onda em nm, h é a constante de Planck, c é a velocidade da luz no vácuo, e e é a carga elementar.

### Determinação
{\displaystyle QE_{\lambda }=\eta ={\frac {N_{e}}{N_{\nu }}}}
onde {\displaystyle N_{e}} = número de elétrons produzidos, {\displaystyle N_{\nu }} = número de fótons absorvidos.
{\displaystyle {\frac {N_{\nu }}{t}}=\Phi _{o}{\frac {\lambda }{hc}}}
Supondo que cada fóton absorvido na camada de depleção produza um par elétron-buraco viável, e todos os outros fótons não,
{\displaystyle {\frac {N_{e}}{t}}=\Phi _{\xi }{\frac {\lambda }{hc}}}
onde t é o tempo de medição (em segundos), 
{\displaystyle \Phi _{o}} = potência óptica incidente em watts, 
{\displaystyle \Phi _{\xi }} = potência óptica absorvida na camada de esgotamento, também em watts.